# 아스토레 2세 만프레디

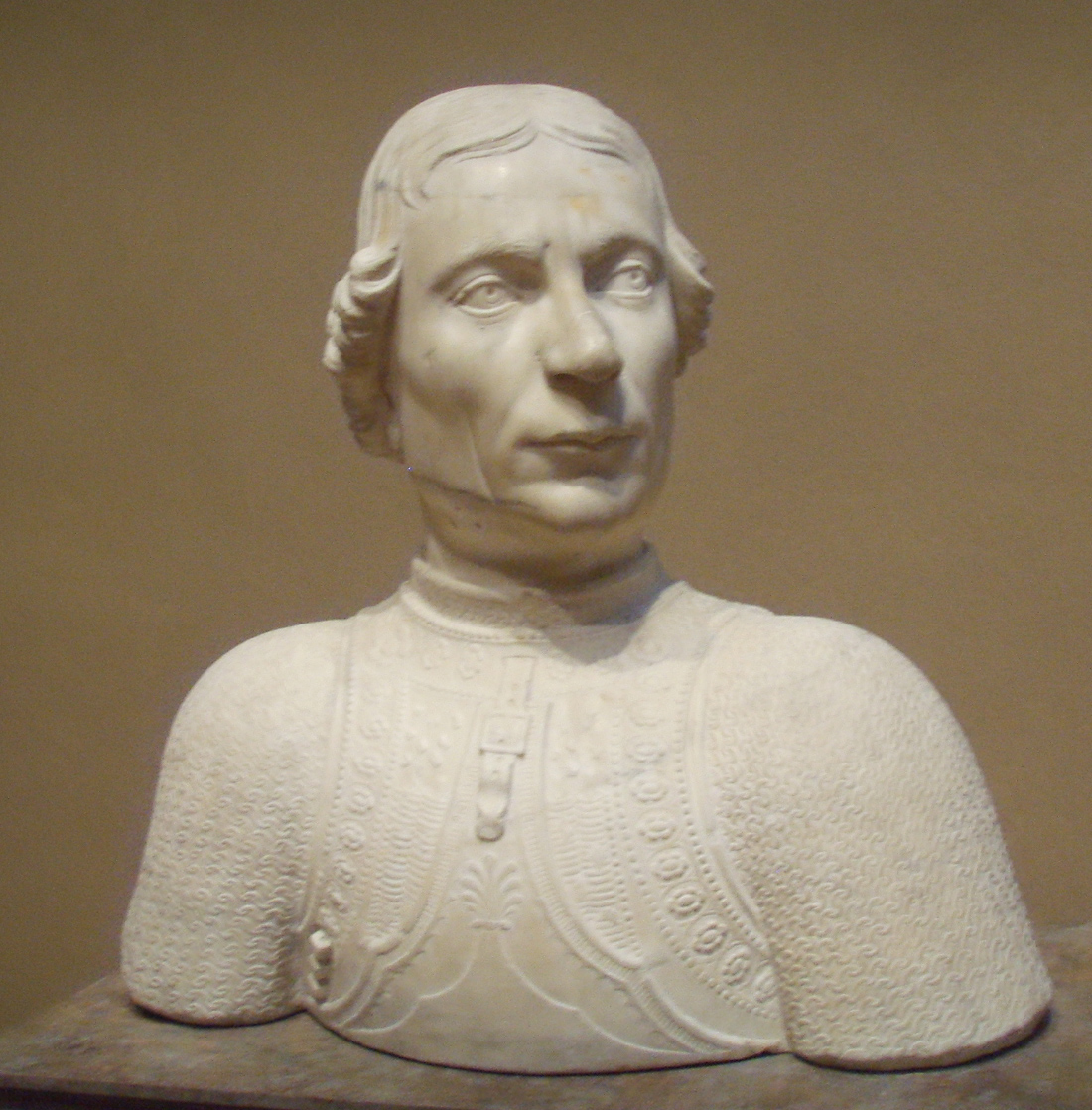
미노 다 피에솔레의 아스토레 2세 만프레디 흉상 (1455년작, 내셔널 갤러리, 워싱턴 D.C.

아스토레 2세 만프레디(이탈리아어: Astorre II Manfredi, 1412년 12월 8일 - 1468년 3월 12일)는 1439년부터 이몰라의 군주이자 1443년부터 파엔차의 군주이다.
그는 파엔차에서 잔 갈레아초 1세 만프레디의 아들로 태어났다. 파엔차와 이몰라가 떨어져 나가고, 그는 그의 형제 잔 갈레아초 2세와 함께 푸시냐노와 로마냐의 다른 지역들의 교황 대리인이였다. 그는 또한 일부 지역의 군주들과도 전쟁을 벌이기도 하였다.
1431년 그는 유명한 콘도티에로 알베리코 다 바르비아노의 딸인 조반나 다 바르비아노(Giovanna da Barbiano)와 혼인하였다. 그의 아들들인 카를로와 갈레오토는 아스토레가 사망한 후, 파엔차의 군주가 된다.